# Баклава (филм)
„Баклава“ (оригинално име: Bàklava) е български игрален филм на режисьора Алексо Петров. Във филма се разказва за пътешествието на двама братя, които търсят свои роднини и минават през посткомунистическа България, където се сблъскват с нерадостната действителност на нищета и мизерия. Филмът е предложен за награда от Съюза на българските филмови дейци в категория Дебют за 2007 година.
Филмът е показан пред публика за първи път на 3 септември 2007 година, по време на международния филмов фестивал във Варна „Любовта е лудост“, както и на неофициална прожекция за журналисти и приятели през юли същата година в София. Оттогава до април 2011 филмът има прожекции в Карлови Вари, Солун, Лондон, Ню Йорк и европейска премиера в Амстердам, но е неофициално забранен за показ в България.
През април 2011 авторът и филмът му най-накрая са „реабилитирани“, а делата срещу Алексо Петров са прекратени. Няколко месеца по-късно Баклава е избран в състезателната програма на 30 Фестивал на българския игрален филм „Златната Роза“, Варна 2011, където получава наградата на Факултета по журналистика и масова комуникация при Софийския университет „Свети Климент Охридски“ – „Горчивата чаша“, която се присъжда за принос в развитието на съвременния филмов език. Точната формулировка гласи: "За находчивото, белязано с таланта и чувството за художествена мярка ангажиране на практически целия богат арсенал от кинематографическите изразни средства (от композицията на кадъра и играта с крупностите и ракурса, през каданса, монтажа и мишунга) за създаване на нова, плътна авторова екранна действителност, при това в дебютен филм Наградата на Факултета по журналистика и масова комуникация при Софийския университет „Свети Климент Охридски“ „Горчивата чаша“, която се присъжда за принос в развитието на съвременния филмов език
на 30 Фестивал на българския игрален филм „Златната Роза“, Варна 2011, се присъжда на филма „БАКЛАВА“
в лицето на сценариста и режисьора Алексо Петров. Варна, 13 октомври 2011"
Само седмица след световната премиера на филма Баклава на DVD в онлайн магазините на Amazon.com и CreateSpace.com, продуцентите от Lost Vulgaros обявиха, че „Баклава“ ще бъде достъпен безплатно онлайн с HD качество, в пълната си режисьорска версия, точно в 0.00 часа на 11 май 2013 година – денят за размисъл преди изборите в България.
В прес съобщението до медиите се казва още: "Тъй като филмът подтиква към размисъл и най-вероятно веднага ще бъде докладван на властта от „бдителни граждани“, искаме да се обърнем към българската торент общност с една молба: "Моля ви, преди да бъде „флагнат“ в Youtube, свалете и споделете този филм! Съвсем нелегално и безплатно! Благодаря!"

## Актьорски състав
В главните роли са 26-годишният художник Николай Янчев (като Джоре) и 9-годишният Христо Херун (като Коце), който живее в Дома за деца, лишени от родителска грижа „Александър Георгиев – Коджакафалията“ в Бургас. Във филма участват над 10 деца от същия дом, както и професионални актьори. Местата на снимките са над 70, като повечето са в Бургас и околностите.
Продуценти на филма са: канадската филмова компания Lost Vulgaros и филмовата компания „Две и половина“. Проектът е подкрепен от: Фондация „Креативен център за обмен – България“, „Червен кръст – Бургас“, сдружение против насилието в училищата „Лумена“ и Община Бургас.

## Музика
Саундтракът включва „Китарен инструментал“ на Йохан Себастиан Бах и „Ноктюрно 2“ на Фредерик Шопен и изпълнения на следните български групи и изпълнители:
- Peyou Solakov
- Equivallentum
- La muchedumbre
- Kozza Mostra
- Bulgara
- Milen Tzatchev, a.k.a MT
- Apple
- Chef the Machine
- Abort
- Chefo & Peyou
- Smotan MC
- Xonda & Vilio
- dj Darkstep
- The Mad Bear
- Angry Slade
- Нова генерация
- Ева Квартет
- God-in-trouble
- Pif
- Chef the Machine & Frontpoint.

## Отзвук
В началото на 2008 година филмът предизвиква скандал всред държавните институции със своите рекламни видеоклипове, качени на официалния сайт и в интернет, в които се показват сцени на насилие и секс. Видеоклиповете стават причина за иницииране на прокурорска проверка за изясняване на обстоятелствата, при който е заснет филма.
На 11 януари е образувано досъдебно производство за създаване и разпространяване на произведение с порнографско съдържание и приемане на работа на лица под 16 години, за което не е искано разрешение. Постановено е да се ограничи достъпа за външни лица до Дома за сираци. Назначена е и проверка на кмета на Бургас във връзка със състоянието на бургаския Дом за деца, която разкрива редица проблеми.